# Escut antic de Sapeira
Antic escut municipal de Sapeira, a l'Alta Ribagorça, però administrativament del Pallars Jussà d'ençà la seva annexió a Tremp. Perdé la seva vigència el 1970, amb l'agregació d'aquest antic terme a la ciutat capital del Pallars Jussà.

## Descripció heràldica
D'or, quatre pals vermells; en cap, el nom del poble.